# Експлоатация
Терминът експлоатация може да се отнася за следното:
- Използване на предмет, уред, превозно средство или сграда по предвиденото им предназначение[1];
- Използване на някого, с цел извличане на материална, икономическа или друга облага.[2]

В социологията, политиката, историята, икономиката, експлоатацията се свързва с използването на определена група хора, с цел извличане на различни видове печалба. Често те са третирани несправедливо, дори жестоко.
Терминът се използва най-вече в смисъл на икономическа експлоатация.

## Експлоатационен срок
Това е продължителността на времето, за което едно съоръжение може да се използва безопасно без да бъде подменяно, като това включва и поддръжката му. След като срокът приключи, съоръжението се счита за негодно или с намалени качества и безопасност.